# George Alexander Macfarren
Sir George Alexander Macfarren (Londres, 2 de març, 1813 - Idem. 31 d'octubre, 1887), va ser un compositor i musicòleg anglès.

## Biografia
George Alexander Macfarren, era fill de George Macfarren, un mestre de dansa, autor dramàtic i periodista, que més tard es va convertir en l'editor del "Musical World", i Elizabeth Macfarren, de soltera Jackson. Als set anys, Macfarren va ser enviat a l'escola del doctor Nicholas a Ealing, on el seu pare era mestre de ball; l'escola comptava entre els seus antics alumnes John Henry Newman i Thomas Henry Huxley. La seva salut era dolenta, però, i la seva vista feble, tant és així que se li va donar una edició gran de la Bíblia i va haver d'utilitzar una lupa potent per a totes les altres lectures. Va ser retirat de l'escola el 1823 per sotmetre's a un curs de tractament ocular. El tractament no va tenir èxit i la seva vista va empitjorar progressivament fins que va quedar totalment cec el 1860.
Tanmateix, la seva ceguesa va tenir poc efecte en la seva productivitat. Va superar les dificultats plantejades per la seva falta de visió utilitzant un amanuense en la composició. Un amanuense va ser la compositora Oliveria Prescott.
El 27 de setembre de 1844, Macfarren es va casar amb Clarina Thalia Andrae, coneguda posteriorment com Natalia Macfarren (1827–1916), una contralto operística i pianista nascuda a Lübeck. Formada a la Reial Acadèmia de Música, va ser successivament cantant de concerts i professora de cant, a més de ser escriptora i traductora prolífica de poesia alemanya, cançons (lieder) i llibrets operístics a l'anglès. La seva traducció cantada per al text final de la Simfonia núm. 9 de Beethoven, l'"Oda a l'alegria", es va convertir en la seva traducció més popular a Anglaterra. També va compondre per a piano. La seva filla, Clarina Thalia Macfarren (23 de març de 1848 - 10 de juliol de 1934), es va casar amb Francis William Davenport, un dels estudiants de George Macfarren.
El seu germà Walter Macfarren (28 d'agost de 1826 - 1905) va ser un pianista, compositor i professor de la Royal Academy. Emma Maria Macfarren, l'esposa d'un altre germà, John, també era pianista i compositora.
Macfarren va ser nomenat cavaller el 1883. Va viure amb "bronquitis crònica i un cor feble", però es va negar a reduir el seu horari de treball, i va morir el 31 d'octubre de 1887, a casa seva a Hamilton Terrace, St John's Wood. Està enterrat al cementiri de Hampstead.Foreman (2005), 117.

## Carrera musical
Macfarren va començar a estudiar música quan tenia catorze anys, amb Charles Lucas. El 1829, a l'edat de setze anys, va ingressar a la Royal Academy of Music, on va estudiar composició amb Cipriani Potter així com piano amb William Henry Holmes i trombó amb John Smithies. La seva capacitat per actuar, però, es va veure obstaculitzada per la seva mala visió i aviat es va concentrar només en compondre. En el seu primer any a l'acadèmia, Macfarren va compondre la seva primera obra, la Simfonia en fa menor.
De 1834 a 1836 Macfarren va ensenyar a l'acadèmia sense una càtedra; va ser nomenat professor el 1837. Va dimitir el 1847 quan la seva adopció de la nova teoria de l'harmonia d'Alfred Day es va convertir en una font de disputa entre ell i la resta del professorat de l'acadèmia. El 1845, esdevingué director d'orquestra a Covent Garden, produint lAntígona amb la música de Mendelssohn; la seva òpera sobre Don Quixot va ser produïda per Bunn a "Drury Lane" el 1846.Chisholm, Hugh, ed. (1911). "Macfarren, Sir George Alexander" . Encyclopædia Britannica (11th ed.). Cambridge University Press. En aquell moment, la vista de Macfarren s'havia deteriorat de manera tan significativa que va passar els següents 18 mesos a Nova York per rebre tractament d'un oculista destacat, però sense efecte. Va ser nomenat novament professor a l'acadèmia el 1851, no perquè el professorat estigués més estimat per les teories de Day, sinó perquè van decidir que s'havia de fomentar el pensament lliure. Va succeir a Sir William Sterndale Bennett com a director de l'acadèmia el 1876. També va ser nomenat professor de música a la Universitat de Cambridge el 1875, novament succeint a Bennett.
Macfarren va fundar la Handel Society, que va intentar produir una edició recopilada de les obres de George Frideric Handel (entre 1843 i 1858). Entre els seus treballs teòrics hi havia una anàlisi de la Missa solemnis de Beethoven (descrita com el "Gran Servei en D" de Beethoven i publicada el 1854); i un llibre de text sobre contrapunt (1881). La seva obertura "Chevy Chace" va ser interpretada el 26 d'octubre de 1843 per l'Orquestra del Gewandhaus de Leipzig dirigida per Felix Mendelssohn.

Mendelssohn l'havia sentit interpretar a Londres i va escriure al compositor que "li agradava molt". Després del concert de Leipzig, Mendelssohn va escriure de nou per dir:
| « | "La teva obertura va anar molt bé, i va ser rebuda de manera més cordial i unànime pel públic, l'orquestra la tocava amb veritable delit i entusiasme". | » |

Richard Wagner també va admirar el caràcter peculiar i apassionat de la peça (que va descriure com la "Steeple Chase de MacFarrinc" al seu diari). Wagner també va descriure el compositor de l'obertura com "un escocès pompós i melangiós".
S'han enregistrat l'obertura "Chevy Chace" i dues de les seves simfonies.
Entre les òperes de Macfarren hi havia el King Charles II, produïda al "Princess's Theatre" el 1849 (Natalia Macfarren va fer el seu debut operístic en aquesta producció), i una adaptació de Robin Hood produïda el 1860. El 2011 es va enregistrar una gravació per l'Òpera Victoriana. El 2023 es va publicar una gravació de l'òpera de cambra en dos actes The Soldier's Legacy de 1864, amb partitura per a quatre solistes, piano i harmònium.The Soldier's Legacy, Retrospect Opera RO009, reviewed at MusicWeb International
Els seus oratoris li van portar un cert èxit popular i de crítica. El més reeixit d'aquests, Sant Joan Baptista, es va representar per primera vegada el 1873 al Festival de Bristol. La Resurrecció es va estrenar el 1876, Josep el 1877 i el Rei David el 1883.
Macfarren també va escriure música de cambra, sobretot els sis quartets de corda que abasten més de 40 anys des de 1834. Altres obres de cambra inclouen un trio de piano en mi menor, un quintet de piano en sol menor, sonates per a flauta i violí i tres sonates per a piano. Macfarren també va compondre per a la concertina, un acordió de botons squeezebox. La seva composició Romance i Allegro agitato per a concertina, violí, viola, violoncel i contrabaix va ser interpretada per primera vegada per Richard Blagrove el 1854. Altres composicions per a concertina inclouen la Barcarole (1856) i Violetta – A Romance (1859), ambdues per a concertina i piano. Macfarren també va escriure un arranjament per a la concertina i altres set instruments, del segon moviment de la simfonia italiana de Mendelssohn.

## Composicions (llista selectiva)

### Orquestral
- 1828 – Simfonia núm. 1 en do (fp. Royal Academy of Music, Londres, setembre de 1830)
- 1831 – Simfonia núm. 2 en re menor (fp. Royal Academy of Music, Londres, desembre de 1831)
- 1832 – Simfonia núm. 3 en mi menor
- 1832 – Obertura en mi bemoll (fp. Royal Academy of Music, Londres, 26 de juny de 1833)
- 1833 – Simfonia núm. 4 en fa menor (fp. Society of British Musicians, Londres, 27 d'octubre de 1834)
- 1833 – Simfonia núm. 5 en la menor
- 1834 - El mercader de Venècia, obertura (fp. Society of British Musicians, Londres, octubre de 1835)
- 1835 – Concert per a piano en do menor (fp. Society of British Musicians, Londres, 2 de novembre de 1835)
- 1835 - Concert per a dos pianos en do major (conjuntament com a estudiant amb William Sterndale Bennett)
- 1836 – Simfonia núm. 6 en si bemoll
- 1836 – Romeu i Julieta, obertura
- 1836 – Concertino en La, per a violoncel i orquestra
- 1836 - Chevy Chace, obertura (fp. Society of British Musicians, Londres, 7 de gener de 1838)
- 1839–40 – Simfonia núm. 7 en do sostingut menor (fp. Philharmonic Society, Londres, 9 de juny de 1845)
- 1842 – Don Carlos, obertura
- 1845 – Simfonia núm. 8 en D
- 1856 - Hamlet, obertura (fp. New Philharmonic Society, Londres, 23 d'abril de 1856)
- 1863 – Concert per a flauta en sol (fp. Hanover Square Rooms, Londres, 24 de febrer de 1864)
- 1873 – Concert per a violí en sol menor (fp. Philharmonic Society, Londres, 12 de maig de 1873)
- 1874 – Simfonia núm. 9 en mi menor (fp. British Orchestral Society, Londres, 26 de març de 1874)
- 1874 - Obertura del festival (fp. Festival de Liverpool, 1874)
- 1875 - Idil en memòria de Sterndale Bennett (fp. Philharmonic Society, Londres, 5 de juliol de 1875)

### Coral i vocal
- 1853 - Lenora, cantata (fp. Exeter Hall, Londres, 25 d'abril de 1853)
- 1856 - May Day, cantata (fp. Festival de Bradford, 28 d'agost de 1856)
- 1860 - Nadal, cantata (fp. Musical Society of London, 9 de maig de 1860)
- 1867 - Dues cançons amb clarinet obligato: 'A Widow Bird' (Shelley), 'Pack Clouds Away' (T. Heywood)[31]
- 1868 – Songs in a Cornfield, cantata (fp. Londres, 1868)
- 1872 – Outward Bound, cantata (fp. Festival de Norwich, 1872)
- 1873 - Sant Joan Baptista, oratori (fp. Festival de Bristol, 23 d'octubre de 1873)
- 1876 - The Resurrection, oratori (fp. Festival de Birmingham, 30 d'agost de 1876)
- 1876 - The Lady of the Lake, cantata (fp. Glasgow Choral Union, 15 de novembre de 1877)
- 1877 - Joseph, oratori (fp. Festival de Leeds, 21 de setembre de 1877)
- 1883 - King David, oratori (fp. Festival de Leeds, 12 d'octubre de 1883)
- 1884 - St George's Te Deum (fp. Crystal Palace, Londres, 23 d'abril de 1884)
- 1887 - Around the Hearth, cantata (fp. Royal Academy of Music, Londres, 1887)

### Opera
- 1831 - Mrs G, farsa (fp. Queen's Theatre, Londres, 1831)
- 1832 – Genevieve; o, The Maid of Switzerland, opereta (fp. Queen's Theatre, Londres, 1832)
- 1833 - El príncep de Mòdena, òpera [no representada]
- 1834 - Caractacus, òpera [no interpretada]
- 1835 - Old Oak Tree, farsa (fp. Lyceum Theatre, Londres)
- 1835 - I and My Double, farsa (fp. Lyceum Theatre, Londres, 16 de juny de 1835)
- 1836 – If the Cap Fit Ye, Wear It, farsa
- 1836 – Pecats innocents; o, Peccadilloes, opereta (fp. Coburg Theatre, Londres, agost de 1836)
- 1837–38 - El Malhechor, òpera [no representada]
- 1838 - The Devil's Opera, òpera (fp. Lyceum Theatre, Londres, 13 d'agost de 1838)
- 1839 – Amor entre les roses, romanç
- 1839 - Agnes Bernauer, la donzella d'Augsburg, romanç (fp. Covent Garden Theatre, Londres, 20 d'abril de 1839)
- 1840 - An Emblematic Tribute on the Queen's Marriage, màscara (fp. Drury Lane Theatre, Londres, 10 de febrer de 1840)
- 1840–41 – An Adventure of Don Quixote, òpera (fp. Drury Lane Theatre, Londres, 3 de febrer de 1846)
- 1847–48 - King Charles II, òpera (fp. Princess's Theatre, Londres, 27 d'octubre de 1849)
- c.1850 - Allan d'Aberfeldy, òpera [no interpretada]
- 1850 - The Sleeper Awakened, serenata (fp. Her Majesty's Theatre, Londres, 15 de novembre de 1850)
- 1860 – simple (Robin Hood (Macfarren)), òpera (fp. Her Majesty's Theatre, Londres, 11 d'octubre de 1860)
- 1863 - Freya's Gift, màscara al·legòrica (fp. Covent Garden Theatre, Londres, 10 de març de 1863)
- 1863 - Jessie Lea, opera di camera (fp. Gallery of Illustration, Londres, 2 de novembre de 1863)
- 1863–64 – She Stoops to Conquer, òpera (fp. Covent Garden Theatre, Londres, 11 de febrer de 1864)
- 1864 - The Soldier's Legacy, opera di camera (fp. Gallery of Illustration, Londres, 10 de juliol de 1864)
- 1864 - Helvellyn, òpera (fp. Covent Garden Theatre, Londres, 3 de novembre de 1864)
- 1880 - Kenilworth, òpera [no interpretada]

### Música de cambra
- 1834 – Quartet de corda núm. 1 en sol menor
- 1840 – Quartet de corda núm. 2 en fa major, op. 54 (publicat Leipzig, 1846)[32]
- 1842 – Quartet de corda núm. 3 en la major
- 1843-4 – Quintet amb piano en sol menor
- 1852 – Quartet de corda en sol menor
- 1857 – Sonata per a violí en mi menor
- 1864 - Fantasia: Traditions of Shakespeare, variacions per a clarinet i piano[31]
- 1872 – Marxa religiosa en mi bemol major[33]
- 1878 – Quartet de corda en sol major
- 1880 – Trio amb piano en la menor per a flauta, violoncel i piano
- 1883 – Sonata per a flauta

### Piano
- 1842 - Sonata per a piano núm. 1 en mi bemoll major (revisat el 1887)
- 1845 - Sonata per a piano núm. 2 en la Ma cousine
- 1880 – Sonata per a piano núm. 3 en sol

### Música incidental
- 1882 - Ajax (fp. Universitat de Cambridge, novembre de 1882)

## Reputació
Durant la seva vida, la música de Macfarren va tenir una recepció mixta; "les seves opinions sovint eren considerades dogmàtiques i reaccionàries, però, a diferència de Grove, la seva experiència teòrica i analítica era indiscutible". Un contemporani va anomenar Macfarren "essencialment un gramàtic musical, es va dedicar tota la seva vida a establir la doctrina de l'enclític de". Segons un comentarista contemporani, Macfarren "tenia una gran originalitat de pensament i, com a compositor, probablement hauria tingut un èxit encara més gran si els seus primers estudis de composició s'haguessin format en les línies més modernes a les quals després es va vincular tan devotament". La dansa de Salomé a Sant Joan Baptista va ser elogiada per evitar el salaç: "Tota l'escena està molt enginyosa, i el compositor ha evitat qualsevol cosa inadequada en la música descriptiva de la dansa, que podria considerar-se fora de lloc. D'un lloc en un oratori."] Altres, però, van criticar l'oratori, argumentant que "amb tot el seu mèrit molt gran i sòlid, només es pot dir que és original d'estil en virtut dels resultats lògics de certes teories de l'harmonia. mantingut pel seu compositor." A principis del segle xx, les obres de Macfarren ja no es representaven, fet que la "Worshipful Company of Musicians" va atribuir a la manca de geni per part de Macfarren: "Mai va ser un compositor molt seriós, un escriptor més prolífic; mai l'home es va esforçar amb més zel per l'art del seu país; tanmateix, el cel només l'havia dotat de talent i no de geni."
Els comentaristes moderns generalment consideren que Macfarren és "el representant més eminent" del conservadorisme en l'orquestració. El seu Ajax ha estat anomenat "professionalment compost encara que poc inspirador" i la seva escriptura per a trompeta s'ha destacat com "convencional... encara que fa un ús liberal dels harmònics desafinats, especialment si bemoll". poques vegades utilitza notes fora de la sèrie harmònica i poques vegades escriu la primera part de la trompeta per sobre del primer pentagrama dels aguts. La música de Macfarren és "capaç d'un lirisme elegant, [però] el que pot ser un desig d'evitar clixés a les cançons el porta a vegades a una angularitat de línia inesperada que sembla més incòmode que fresc. No obstant això, el Sant Joan Baptista de Macfarren ha estat elogiat com "una peça original i imaginativa en què l'ombra de Mendelssohn, tan destacada des de l'aparició d'Elijah el 1846, només és perceptible ocasionalment."